# Перица Донков
Перица Донков (Мазгош 1956) је српски ликовни уметник, редовни професор Факултета уметности, Универзитета у Нишу, члан УЛУС-а од 1983. године и истакнути уметника од 2004. године. 

## Живот и каријера
Рођен је 1956. године у Мазгошу, Општина Димитровград тада у СФР Југославији. Факултет ликовних уметности завршио је у Београду 1981. године. На истом факултету магистрирао је сликарство 1984. године, у класи професора Раденка Мишевића.
Члан је УЛУС-а од 1983., у статусу слободног уметника до 2008. Године 2004. добија статус истакнутог уметника. 

Када је Донкову 2003. године, у пожару уништен његов атеље у Нишкој тврђави са њим је нестао и већи део сликаревог опуса. После овог немилог догађаја свака изложба Донкова постала је знак уметничке и људске победе сликара без атељеа, 
који не пристаје на паузе у раду; ова ситуација, с друге стране, свакако је иницирала фазу редукције боје па је оловносива доминантна а квалитет сликарске материје врло децентан
Од 2008. године ради као професор на Факултету уметности у Нишу, а од 2014. године ке у звању редног професора. Живи и ствара у Нишу. Године 2015. изашла је о Перици Донкову монографија „Слика као склониште“ аутора Милете Продановића у издању Вујичић колекција Београд.

## Ликовно стваралаштво
На домаћој уметничкој сцени Перица Донков се појавио средином осамдесетих 20. века, 
да би већ крајем те деценије био виђен је као један од протагониста новог енформела. Од тада, у његовом опусу, се може открити веома изражена, јасно трасирана алхемичарска „оловна жица”, затим стално истраживање међуодноса материје и духа, као и неговање својеврсне „патине сакралног”. Подсетићемо да је Донков утемељио властити стилско-поетски кредо у домену новог енформела – објашњеног као „сликарство знака, геста и материје, по други пут”. Све што потом Донков буде креирао биће готово палимпсести, с деликатним асоцијацијама на пепео и прах, на пролазност.
 Као један од најзначајнијих представника неоенформела на нашим просторима излагао је на свим значајнијим ликовним манифестацијама током осамдесетих и деведесетих година 20. века. Ако је у раним радовима Перице Донкова знак био недвосмислено апстрактан, тек наговештавајући могуће симболичке асоцијације, на сликама насталим крајем завршне деценије прошлог века знак понекад добија препознатљивост, скоро неочекивану у оквирима дотадашње уметникове поетике.
Ликовно стваралаштво Перице Донкова, данас представља убедљиву сликарску појаву, насталу у виталној клими постмодерних тражења и својеврсне реинтерпретације модернистичког језика на почетку трећег миленијума.
Његово стваралаштво, данас је заступљено у свим релевантним разматрањима ликовне сцене Југославије и Србије почев од 1981. године до данас.

## Изложбе
Учествовао је на више од сто педесет колективних изложби, а тридесет пута је самостално излагао (Београд: 1985 – галерија КНУ, 1994 – Салон МСУ, 1998 – галерија УЛУС-а, 2002 – Културни центар; Ниш, Врање, Гелзенкирхен, Нови Сад, Вршац, Панчево, Софија, Осло...).

## Признања
Добитник је четрнаест награда за сликарство, међу којима су значајније:
- Златна палета УЛУС-а,
- Награда „Милан Коњовић”,
- Награда „Бели анђео”,[3]
- Награда „Ђорђе Крстић”,
- Награда галерије „Надежда Петровић”,
- Награда београдске критике за изложбу месеца

Добитник је и признања Града Ниша:
- Награде „11. јануар”, за 2010. годину.
- Политикина награда за најбољу изложбу у 2019. години

Дела му се налазе у сталној поставци Музеја савремене уметности – Београд, Музеју града Београда, Галерији СЛУ – Ниш, музејским и приватним збиркама, јавним просторима, у Софији, Балчику, Ослу, Гелзенкирхену, Њујорку, Чикагу, Лондону, Солуну, Венецији.